# سرای جهانگیری
سرای جهانگیری مربوط به دوره صفوی است و در اصفهان، میدان نقش جهان، بازار قیصریه، چهارسوق ضرابخانه واقع شده و این اثر در تاریخ ۱۲ تیر ۱۳۸۴ با شمارهٔ ثبت ۱۲۰۹۷ به‌عنوان یکی از آثار ملی ایران به ثبت رسیده است.